# أينشتاين والنسبية (كتاب)
في هذا الكتاب يحاول مؤلفه دكتور مصطفى محمود بأسلوبه المعروف بالسهولة والمنطقية الشديدة في فهم النظرية النسبية للعالم الفيزيائي ألبرت أينشتين بحيث تناسب فهم وإدراك عامة الناس، وفي اعتراض شديد منه على قصر المعلومات على عدد قليل من العلماء بحجة التعمق والتخصص، مما قد يؤدي إلى عزلة العلم، مؤيدا في كتابه ما دعا إليه اينشتين نفسه إلى نشر العلم بين الناس، فقد كان أينشتين يكره الكهانة العلمية والتلفع بالغموض، والإدعاء، والتعاظم، وكان يقول أن الحقيقة بسيطة.

## اقتباسات من الكتاب
- كل ما نراه ونتصوره، خيالات مترجمة لا وجود لها في الأصل، مجرد صور رمزية للمؤثرات المختلفة صوّرها جهازنا العصبي بأدواته الحسية المحدودة.
- رؤيتنا العاجزة ترى الجدران صمّاء وهي ليست صمّاء، بل هي مخلخلة إلى أقصى درجات التخلخل! ولكن حواسنا المحدودة لا تسمح لنا برؤية ذلك .. العالم الذي نراه ليس حقيقياً، إنما هو عالم اصطلاحي بحت نعيش به معتقلين في الرموز التي يختلقها عقلنا ليدلنا على الأشياء غير المعروفة.. خضرة الحقول، زرقة السماء وكل الألوان المبهجة لا وجود لها أصلاً في الأشياء! إنما هي تفسيرات جهازنا العصبي وترجمته لموجات الضوء حوله.
- لا سبيل لمعرفة المكان المطلق لأي شيء، في أحسن الأحوال نقدّر موضعه نسبةً إلى كذا وكذا، يستحيل ذلك لأن «كذا وكذا» في حالة حركة أيضاً! هناك استثناء واحد ندرك فيه الحركة المطلقة: اللحظة التي تفقد الحركة انتظامها فتتسارع/تتباطأ، ندرك أن القطار الذي نركبه بالفعل متحرك! قد يتضاعف الكون حولنا لعشرات وملايين الأضعاف لكننا لن نشعر بذلك لأن النسب الحجمية تظل محفوظة ولأن نسبة كل حركة للحركة بجوارها ثابتة.

## وصلات خارجية
- آراء القراء حول كتاب آينشتاين والنسبية على موقع أبجد
- أينشتاين والنسبية - مصطفى محمود